# Voahangy Rajaonarimampianina
Dans le nom malgache Rajaonarimampianina Voahangy, le nom de famille précède le prénom, mais cet article utilise l’ordre habituel en français Voahangy Rajaonarimampianina, où le prénom précède le nom.
Voahangy Rajaonarimampianina est une personnalité publique malgache qui occupe le poste de Première dame de Madagascar de 2014 à 2018. Elle est l'épouse de l'ancien président malgache, Hery Rajaonarimampianina.

## Biographie

### Enfance, éducation et débuts
Voahangy Rajaonarimampianina épouse Hery Rajaonarimampianina lors d'une cérémonie tenue à l'Église Ambohinaorina de Jésus-Christ à Madagascar (FJKM) à Sabotsy Namehana,. Le couple a deux filles, ainsi que les enfants de Hery Rajaonarimampianina issus de son précédent mariage.

### Première dame de Madagascar
Voahangy devient la première dame du pays en janvier 2014. Elle appelle les investisseurs à créer des opportunités d'emploi pour les femmes malgaches, notamment dans les secteurs des arts, de l'agriculture , l'artisanat, l'art et du textile.
Vohangy Rajaonarimampianina soutient le secteur santé, ainsi en le 09 mai 2014, lors de la semaine de santé  mère et enfant, elle s'est exprimé et a dit« nous, femmes et mères de famille, avons l’obligation de nous occuper de nos enfants, qui sont l’avenir du pays. Veillons à leur bien-être, et priorisons leur santé ».
La prémière dame Voahangy Rajaonarimapianina se mobilise pour l'Education, elle veut promouvoir l'éducation surtout dans les zones reculées. ainsi elle a mis en pace des centres de lecture dans les six provinces de Madagascar.Elle a lutté aussi contre le travail des enfants, le 12 Juin 2015, lors de la célébration de la journée mondiale de lutte contre le travail des enfants. Elle a milité pour la promotion de la femme malgache, lors de la 8e table ronde des première dame en marge du sommet du COMESA, elle a réiteré son engagement pour l'autonomisataion des femmes.
Le 26 juin 2016, Voahangy assiste aux célébrations de la Fête nationale en portant une robe Dolce & Gabbana blanche et verte sur le thème de l'ananas, d'une valeur estimée à 7 745 dollars américains, l'équivalent de 20 millions d'ariary malgaches,. Le choix vestimentaire de la première dame déclenche rapidement un débat féroce dans les médias et les réseaux sociaux de Madagascar. Dans un pays où 92% de la population est considérée comme pauvre, dont 53% d'habitants qui vivent dans une extrême pauvreté, une grande partie du débat porte sur le coût élevé du vêtement. Les utilisateurs des réseaux sociaux malgaches et les médias locaux ont publié un flot de mèmes et de caricatures politiques centrés sur l'ananas, se moquant et critiquant cette robe coûteuse, tandis que le hashtag #mananasy, qui se traduit par ananas en malgache, est devenu populaire quelques jours après l'événement.
En février 2023, Voahangy est condamné à un an de prison avec sursis, assorti d'une amende d'un million d'ariary. Elle est reconnue coupable de complicité de parjure.